# Grand Prix Włoch 1957
Grand Prix Włoch 1957 (oryg. Gran Premio d’Italia) – 8. (ostatnia) runda Mistrzostw Świata Formuły 1 w sezonie 1957, która odbyła się 8 września 1957 po raz 8. na torze Autodromo Nazionale Monza.
28. Grand Prix Włoch, 8. zaliczane do Mistrzostw Świata Formuły 1.

## Wyniki

### Kwalifikacje
Źródło: statsf1.com
| P  | Nr | Kierowca           | Konstruktor(-silnik) | Opony | Czas   | Odstęp | Strata |
| -- | -- | ------------------ | -------------------- | ----- | ------ | ------ | ------ |
| 1  | 20 | Stuart Lewis-Evans | Vanwall              | P     | 1:42,4 | –      | –      |
| 2  | 18 | Stirling Moss      | Vanwall              | P     | 1:42,7 | +0,3   | +0,3   |
| 3  | 22 | Tony Brooks        | Vanwall              | P     | 1:42,9 | +0,2   | +0,5   |
| 4  | 2  | Juan Manuel Fangio | Maserati             | P     | 1:43,1 | +0,2   | +0,7   |
| 5  | 6  | Jean Behra         | Maserati             | P     | 1:43,9 | +0,8   | +1,5   |
| 6  | 4  | Harry Schell       | Maserati             | P     | 1:45,1 | +1,2   | +2,7   |
| 7  | 30 | Peter Collins      | Ferrari              | E     | 1:45,3 | +0,2   | +2,9   |
| 8  | 36 | Wolfgang von Trips | Ferrari              | E     | 1:45,5 | +0,2   | +3,1   |
| 9  | 32 | Luigi Musso        | Ferrari              | E     | 1:45,7 | +0,2   | +3,3   |
| 10 | 34 | Mike Hawthorn      | Ferrari              | E     | 1:46,1 | +0,4   | +3,7   |
| 11 | 26 | Masten Gregory     | Maserati             | P     | 1:48,9 | +2,8   | +6,5   |
| 12 | 8  | Giorgio Scarlatti  | Maserati             | P     | 1:49,2 | +0,3   | +6,8   |
| 13 | 24 | Jo Bonnier         | Maserati             | P     | 1:49,7 | +0,5   | +7,3   |
| 14 | 16 | Bruce Halford      | Maserati             | D     | 1:51,6 | +1,9   | +9,2   |
| 15 | 10 | Francisco Godia    | Maserati             | P     | 1:52,2 | +0,6   | +9,8   |
| 16 | 28 | André Simon        | Maserati             | P     | 1:52,8 | +0,6   | +10,4  |
| 17 | 12 | Luigi Piotti       | Maserati             | P     | 1:52,9 | +0,1   | +10,5  |
| 18 | 14 | Horace Gould       | Maserati             | D     | 1:53,7 | +0,8   | +11,3  |
| P  | Nr | Kierowca           | Konstruktor(-silnik) | Opony | Czas   | Odstęp | Strata |

### Wyścig
Źródła: statsf1.com
| P                 | + / – | Nr | Kierowca                        | Konstruktor | Opony | Okr.  | Czas / Strata | Komentarz       |
| ----------------- | ----- | -- | ------------------------------- | ----------- | ----- | ----- | ------------- | --------------- |
| 1                 | 1     | 18 | Stirling Moss                   | Vanwall     | P     | 87    | 2:35:03,9     |                 |
| 2                 | 2     | 2  | Juan Manuel Fangio              | Maserati    | P     | 87    | +41,2         |                 |
| 3                 | 5     | 36 | Wolfgang von Trips              | Ferrari     | E     | 85    | +2 okr.       |                 |
| 4                 | 7     | 26 | Masten Gregory                  | Maserati    | P     | 84    | +3 okr.       |                 |
| 5                 | 7     | 8  | Giorgio Scarlatti Harry Schell  | Maserati    | P     | 50 34 | +3 okr.       |                 |
| 6                 | 4     | 34 | Mike Hawthorn                   | Ferrari     | E     | 83    | +4 okr.       |                 |
| 7                 | 4     | 22 | Tony Brooks                     | Vanwall     | P     | 82    | +5 okr.       |                 |
| 8                 | 1     | 32 | Luigi Musso                     | Ferrari     | E     | 82    | +5 okr.       |                 |
| 9                 | 6     | 10 | Francisco Godia                 | Maserati    | P     | 81    | +6 okr.       |                 |
| 10                | 8     | 14 | Horace Gould                    | Maserati    | D     | 78    | +9 okr.       |                 |
| 11                | 5     | 28 | André Simon Ottorino Volonterio | Maserati    | P     | 40 32 | +15 okr.      |                 |
| Niesklasyfikowani |       |    |                                 |             |       |       |               |                 |
|                   |       | 30 | Peter Collins                   | Ferrari     | E     | 62    | +25 okr.      | silnik          |
|                   |       | 6  | Jean Behra                      | Maserati    | P     | 49    | +38 okr.      | przegrzanie     |
|                   |       | 20 | Stuart Lewis-Evans              | Vanwall     | P     | 49    | +38 okr.      | zbiornik paliwa |
|                   |       | 16 | Bruce Halford                   | Maserati    | D     | 47    | +40 okr.      | silnik          |
|                   |       | 4  | Harry Schell                    | Maserati    | P     | 34    | +53 okr.      | olej            |
|                   |       | 24 | Jo Bonnier                      | Maserati    | P     | 31    | +56 okr.      | przegrzanie     |
|                   |       | 12 | Luigi Piotti                    | Maserati    | P     | 3     | +84 okr.      | silnik          |
| P                 | + / – | Nr | Kierowca                        | Konstruktor | Opony | Okr.  | Czas / Strata | Komentarz       |

### Najszybsze okrążenie
Źródło: statsf1.com
| Nr | Kierowca    | Konstruktor | Czas   | Okr. |
| -- | ----------- | ----------- | ------ | ---- |
| 22 | Tony Brooks | Vanwall     | 1:43,7 | 74   |

### Prowadzenie w wyścigu
Źródło: statsf1.com
| Nr                              | Kierowca           | Konstruktor | Okrążenia         | Suma |
| ------------------------------- | ------------------ | ----------- | ----------------- | ---- |
| 18                              | Stirling Moss      | Vanwall     | 1–3, 5, 11, 21–87 | 72   |
| 20                              | Stuart Lewis-Evans | Vanwall     | 16-20             | 5    |
| 2                               | Juan Manuel Fangio | Maserati    | 7-10              | 4    |
| 22                              | Tony Brooks        | Vanwall     | 12-15             | 4    |
| 6                               | Jean Behra         | Maserati    | 4, 6              | 2    |
| \| Wykres \| \| ------ \| \| \| |                    |             |                   |      |
| Wykres                          |                    |             |                   |      |
|                                 |                    |             |                   |      |

## Klasyfikacja po wyścigu
Pierwsza piątka otrzymywała punkty według klucza 8-6-4-3-2, 1 punkt przyznawany był dla kierowcy, który wykonał najszybsze okrążenie w wyścigu. Klasyfikacja konstruktorów została wprowadzona w 1958 roku. Liczone było tylko 5 najlepszych wyścigów danego kierowcy. W nawiasach podano wszystkie zebrane punkty, nie uwzględniając zasady najlepszych wyścigów.
Uwzględniono tylko kierowców, którzy zdobyli jakiekolwiek punkty
| P  | +/− | Kierowca              | Starty | Punkty  | P1 | P2 | P3 | PP | NO | NS |
| -- | --- | --------------------- | ------ | ------- | -- | -- | -- | -- | -- | -- |
| 1  | 0   | Juan Manuel Fangio    | 7      | 40 (46) | 4  | 2  | –  | 4  | 2  | 1  |
| 2  | 0   | Stirling Moss         | 6      | 25      | 3  | –  | –  | 2  | 3  | 1  |
| 3  | 0   | Luigi Musso           | 6      | 16      | –  | 2  | –  | –  | 1  | 2  |
| 4  | 0   | Mike Hawthorn         | 6      | 13      | –  | 1  | 1  | –  | –  | 1  |
| 5  | 0   | Tony Brooks           | 5      | 11      | 1  | 1  | –  | –  | 1  | 1  |
| 6  | +4  | Masten Gregory        | 4      | 10      | –  | –  | 1  | –  | –  | –  |
| 7  | −1  | Harry Schell          | 7      | 10      | –  | –  | 1  | –  | –  | 2  |
| 8  | −1  | Sam Hanks             | 1      | 8       | 1  | –  | –  | –  | –  | –  |
| 9  | −1  | Peter Collins         | 6      | 8       | –  | –  | 2  | –  | –  | 2  |
| 10 | −1  | Jim Rathmann          | 1      | 7       | –  | 1  | –  | –  | 1  | –  |
| 11 | 0   | Jean Behra            | 6      | 6       | –  | 1  | –  | –  | –  | 3  |
| 12 | 0   | Stuart Lewis-Evans    | 6      | 5       | –  | –  | –  | 1  | –  | 3  |
| 13 | 0   | Maurice Trintignant   | 3      | 5       | –  | –  | –  | –  | –  | 1  |
| 14 | N   | Wolfgang von Trips    | 3      | 4       | –  | –  | 1  | –  | –  | –  |
| 15 | −1  | Carlos Menditeguy     | 4      | 4       | –  | –  | 1  | –  | –  | 3  |
| 16 | −1  | Jimmy Bryan           | 1      | 4       | –  | –  | 1  | –  | –  | –  |
| 17 | −1  | Paul Russo            | 1      | 3       | –  | –  | –  | –  | –  | –  |
| 18 | −1  | Roy Salvadori         | 4      | 2       | –  | –  | –  | –  | –  | 3  |
| 19 | −1  | Andy Linden           | 1      | 2       | –  | –  | –  | –  | –  | –  |
| 20 | N   | Giorgio Scarlatti     | 4      | 1       | –  | –  | –  | –  | –  | 1  |
| 21 | −2  | Alfonso de Portago    | 1      | 1       | –  | –  | –  | –  | –  | –  |
| 21 | −2  | José Froilán González | 1      | 1       | –  | –  | –  | –  | –  | –  |
| P  | +/− | Kierowca              | Starty | Punkty  | P1 | P2 | P3 | PP | NO | NS |